# Claroscuro (canción)
«Claroscuro» es una canción de la banda de rock argentina Soda Stereo, editada para el álbum Dynamo, el sexto disco de estudio de la banda. Aparece en casi todas las giras, excepto en la Gira Me Verás Volver.

## Apariciones en vivo
La banda la interpretó en la mayoría de las giras desde la Gira Dynamo, pero fue tocada pocas veces, por ejemplo, en la Dynamo Tour (1992-1993), solo fue tocada en algunos conciertos, en la que se destaca la versión de Fax en Concierto, conducido por Nicolás Repetto, y en Obras, en 1992, en 1993 fue tocada muy pocas veces. En la Gira Sueño Stereo también tuvo poco lugar, fue tocada en toda la gira que los integrantes de la banda hicieron en Estados Unidos, y también en dos de los tres últimos conciertos del Sueño Stereo Tour, en el Estadio El Campín, en Bogotá, Colombia, el 24 de marzo de 1996 y el último concierto de la gira, en el Teatro Teletón, en Santiago, Chile. Y en la última gira que fue tocada fue en la Gira Comfort y Música Para Volar, echa en la "temporada" de 1996-1997, en la misma fue tocada en el famoso concierto en el Teatro Monumental en Chile, y por última vez en la cancha de Ferro en 1997. La canción fue incluida en el disco El Último Concierto B como pista nº 6, pero dicha canción no fue tocada en la gira de despedida de la banda, sino que el audio es del recital que dieron en el Hotel Palladium, en New York, el 4 de marzo de 1996, en la gira que estaban dando en ese país. Por último no fue tocada en la Gira Me Verás Volver, aunque haya sido sencillo, igual no la tocaron, como Ameba, Luna roja, que tuvo mucho éxito, pero no la tocaron, porque la gira era más de los temas de su primera época otras sí tocaron como por ejemplo, Primavera 0 que fue el primer sencillo de Dynamo, En remolinos, que no tuvo tanto éxito pero no falto en la gira, Fue y Texturas.

## Vínculos con Lemon y Zooropa de U2
Se dice que durante el Zoo TV Tour, en México en 1993, Bono, cantante de U2, pidió a un programador de radio una copia de "Dynamo" y al escuchar "Claroscuro" se inspiró para "Lemon", tema del álbum Zooropa editado ese mismo año. [cita requerida]
- Datos: Q5771265